# Cabannes (Mondkrater)
Cabannes ist ein Einschlagkrater auf der südlichen Hemisphäre der Mondrückseite. An seinem südöstlichen Rand schließt sich der Satellitenkrater 'Cabannes J' an und verbindet ihn mit dem stark durch Einschläge zernarbten Krater Berlage. Direkt östlich schließt sich der Krater Bellinsgauzen an und im Süden erstreckt sich die große Formation des Kraters Antoniadi.
Der Kraterrand von Cabannes ist durch spätere Einschläge erodiert und der südliche Rand wird von einem kleinen Krater überlagert. Trotzdem wurde die Formation nicht wesentlich durch andere, später entstandene Krater deformiert. Die Entstehungszeit wird der pränektarischen Periode zugerechnet.
Cabannes hat drei Nebenkrater:
| Buchstabe | Position            | Durchmesser | Link |
| --------- | ------------------- | ----------- | ---- |
| J         | 62,24° S, 167,29° W | 34 km       |      |
| M         | 64,21° S, 170,14° W | 48 km       |      |
| Q         | 63,53° S, 174,82° W | 50 km       |      |

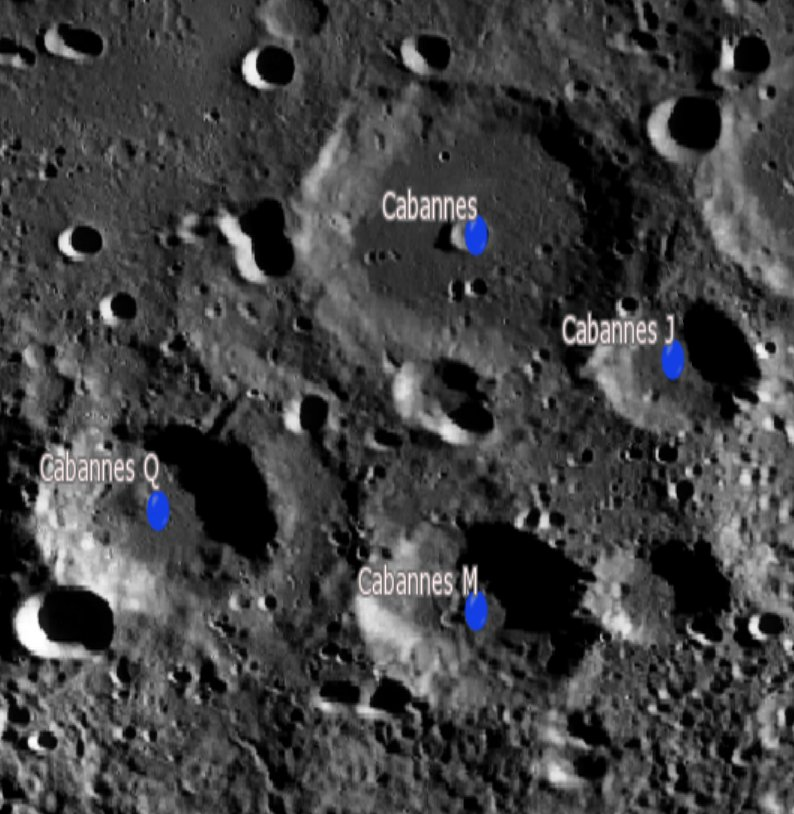
Cabannes und seine Nebenkrater

Der Krater wurde 1970 von der IAU offiziell nach dem französischen Physiker Jean Cabannes benannt.